# Peripsocus potosi
Peripsocus potosi är en insektsart som beskrevs av Edward L. Mockford 1971. Peripsocus potosi ingår i släktet Peripsocus och familjen sorgstövsländor. Inga underarter finns listade i Catalogue of Life.